# 永泰亞洲
永泰亞洲是由新加坡的永泰控股、香港的永泰地產及馬來西亞的永泰馬來西亞共同成立的地產公司，公司於亞洲各地，如新加坡、香港及馬來西亞等開發房地產項目。

## 旗下項目

### 香港
- 屯門 OMA By The Sea
- 屯門 The Carmel
- 屯門 OMA OMA
- 西半山懿峯
- 灣仔W Square（前身為東亞銀行灣仔大廈）
- 九龍站上蓋物業漾日居
- 九龍塘懿薈
- 九龍塘陶源
- 小欖漣山
- 沙田晉名峰
- 西貢溱喬